# Tunel Malá Huba
Tunel Malá Huba je dvojkolejný železniční tunel, který se nachází v katastru obce Tatenice na železniční trati Česká Třebová – Přerov v úseku km 27,370–27,694, mezi zastávkou Tatenice a stanicí Hoštejn. V rámci výstavby třetího železničního koridoru byl dán do provozu 30. října 2006, kdy v nově trasované přeložce nahradil jeden z nevyhovujících úseku trati v údolí Moravské Sázavy.

## Popis
Tunel Malá Huba je veden v nadmořské výšce 415 m severním výběžkem vrchu Malá Huba v Zábřežské vrchovině. Horninový masív je tvořen krystalinikem převážně fylity (dále svory, metadroby, metaprachovce a metapelity). Na západní straně na výjezd navazuje dvojice mostů přes řeku Moravská Sázava.
Tunel je dlouhý 324 m a leží ve směrovém oblouku o poloměru 850 m s převýšením 135 mm. Výstavba tunelu byla prováděna dvěma způsoby. Části u portálů v délce 12 m (na obou stranách) byly hloubeny v otevřené jámě systémem želva. Střední část o délce 300 m byla ražena novou rakouskou tunelovací metodou (NRTM). Dvouplášťové ostění tunelu je tvořeno: primární vrstva je z stříkaného betonu C16/20 se sítí, příhradových nosníků a kotev. Druhá finální vrstva je z monolitického železobetonu C25/30 o minimální tloušťce 350 mm.  Tunel je určen pro provoz vlaků rychlostí u vlakových souprav 120 km/hod, pro soupravy s naklápěcími skříněmi 150 km/hod.